# The Vice
The Vice was een Britse ITV-politieserie met 23 afleveringen gemaakt tussen 1999 en 2003.
Politie-inspecteur Pat Chappel (een rol van Ken Stott) is de leider van het Metropolitan Vice Squad en met zijn team gaat hij de uitwassen van prostitutie en pornografie in Londen te lijf.
De acteurs in de serie naast Ken Stott zijn Caroline Catz, David Harewood, Tim Pigott-Smith en Marc Warren.